# The American Magazine

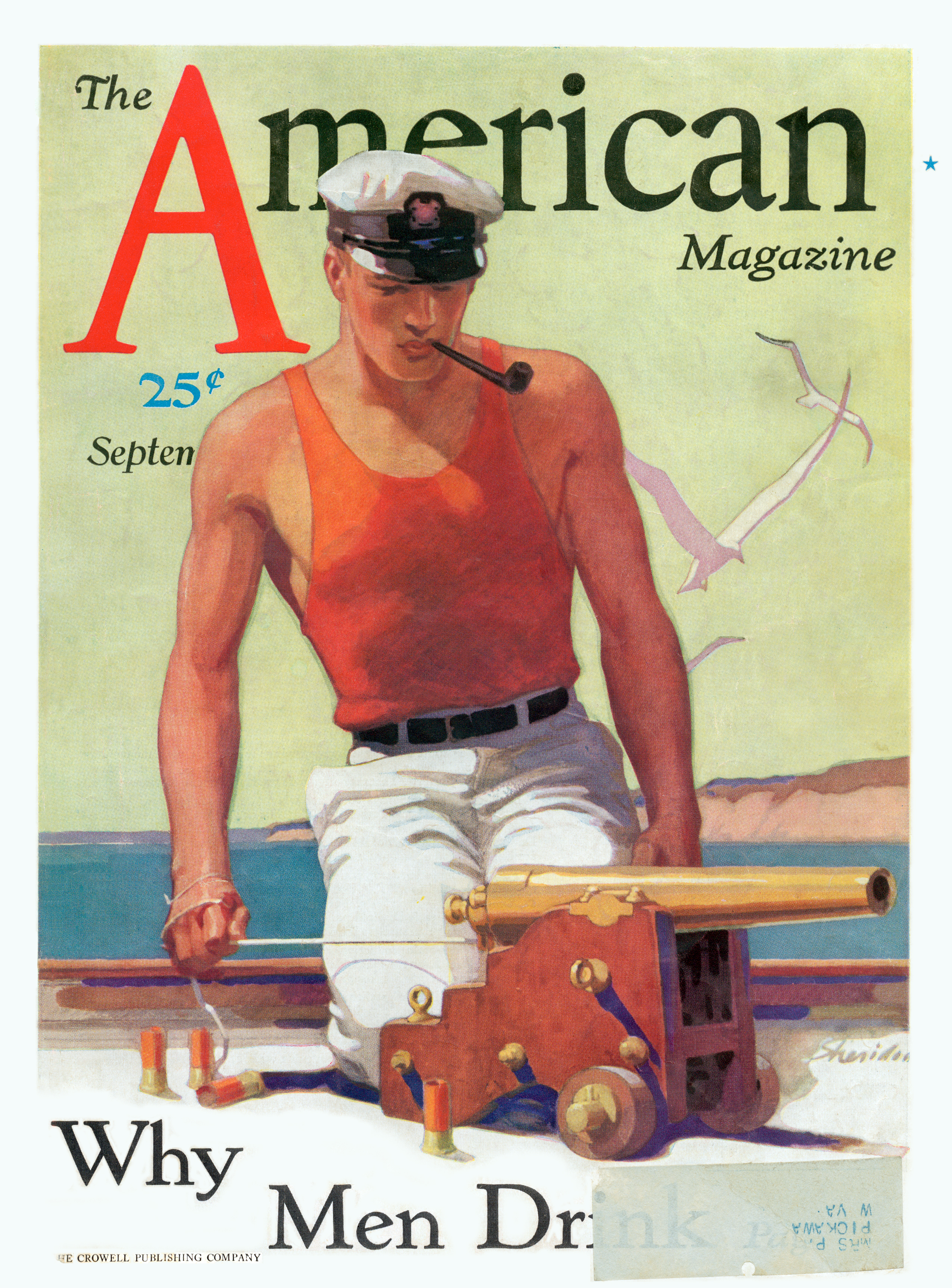
Septemberheft 1931: The American Magazine

The American Magazine war eine amerikanische illustrierte literarische und politische Monatszeitschrift, die im Juni 1906 in Springfield (Ohio) zum Niedrigpreis von 15 Cents erschien. Das letzte Exemplar kam im August 1956 in die amerikanischen Kioske.
Gründer waren Ray Stannard Baker, Lincoln Steffens und Ida Tarbell gewesen. Diese drei Muckraker-Journalisten hatten das McClure’s Magazine verlassen und mit ihren bescheidenen Mitteln den Verleger John Sanborn Phillips (1861–1949) beim Kauf des Blattes unterstützt. Hervorgegangen war die neue Zeitschrift 1906 aus der von 1876 bis 1905 erschienenen New Yorker Literaturzeitschrift Frank Leslie's Popular Monthly. Phillips hatte schließlich das in American Illustrated Magazine umbenannte Magazin Frank Leslies von Verleger Frederick L. Colver (1863–1927) käuflich erworben.
Im Jahr 1915 wurde John M. Siddall Verleger. 1923 löste ihn Merle Crowell ab und 1927 übernahm Sumner Blossom  (1892–1977). Zu beliebten Autoren des Magazins wurden einige O.-Henry-Awards-Gewinner.

## Mitarbeiter (Auswahl)
| - Bess Streeter Aldrich (1881–1954) - Sherwood Anderson (1876–1941) - Harry J. Anslinger (1892–1975) - J. Ogden Armour (1863–1927) - Irving Bacheller (1859–1950) - John Barrymore (1882–1942) - Neith Boyce (1872–1951) - Frances Hodgson Burnett (1849–1924) - Ellis Parker Butler (1869–1937) - Leslie Charteris (1907–1993) - Agatha Christie (1890–1976) - Lincoln Ross Colcord (1883–1947) - Arthur Conan Doyle (1859–1930) - Courtney Ryley Cooper (1886–1940) | - Jane Cowl (1883–1950) - Will Durant (1885–1981) - Amelia Earhart (1897–1937) - Edna Ferber (1885–1968) - Lucine Finch (1875–1947) - F. Scott Fitzgerald (1896–1940) - Henry Ford (1863–1947) - Graham Greene (1904–1991) - Zane Grey (1872–1939) - Dashiell Hammett (1894–1961) - Eric Hatch (1901–1973) - Syd Hoff (1912–2004) - Kin Hubbard (1868–1930) - Clarence Budington Kelland (1881–1964) | - Harry Kemp (1883–1960) - Jack Lait (1883–1954) - Munro Leaf (1905–1976) - Walter Lippmann (1889–1974) - William John Locke (1863–1930) - John A. Moroso (1874–1957) - Albert Jay Nock (1870–1945) - Kathleen Norris (1880–1966) - Vance Packard (1914–1996) - William Dudley Pelley (1890–1965) - John J. Pershing (1860–1948) - Channing Pollock (1880–1946) - Olive Higgins Prouty (1882–1974) | - Mary Roberts Rinehart (1876–1958) - Grantland Rice (1880–1954) - Franklin D. Roosevelt (1882–1945) - Upton Sinclair (1878–1968) - Rex Stout (1886–1975) - Booth Tarkington (1869–1946) - Frederick Winslow Taylor (1856–1915) - S. S. Van Dine (1888–1939) - H. G. Wells (1866–1946) - Peter Dale Wimbrow (1895–1954) - P. G. Wodehouse (1881–1975) - Harold Bell Wright (1872–1944) |